# Monte Baldo Est
Monte Baldo Est este o arie protejată (arie specială de conservare — SAC, sit de importanță comunitară — SCI, arie de protecție specială avifaunistică — SPA) din Italia întinsă pe o suprafață de 2.762 ha, integral pe uscat.

## Localizare
Centrul sitului Monte Baldo Est este situat la coordonatele 45°39′12″N 10°52′02″E / 45.653333°N 10.867222°E.

## Înființare
Situl Monte Baldo Est a fost declarat sit de importanță comunitară în septembrie 1995 pentru a proteja 1 specie de plante și 10 specii de animale. Alte tipuri de protecție:
- arie de protecție specială avifaunistică (în august 2003)
- arie specială de conservare (în iulie 2018)[2][3][4]

## Biodiversitate
Situată în ecoregiunea alpină, aria protejată conține 5 habitate naturale: Pante stâncoase calcaroase cu vegetație casmofită, Păduri pe pante, grohotișuri și ravene de Tilio-Acerion, Pajiști uscate seminaturale și facies de acoperire cu tufișuri pe substraturi calcaroase (Festuco-Brometalia) (* situri importante pentru orhidee), Pajiști carstice calcaroase sau bazofile, de Alysso-Sedion albi, Păduri ilirice de Fagus sylvatica (Aremonio-Fagion).
La baza desemnării sitului se află mai multe specii protejate:
- plante (1): Himantoglossum adriaticum
- păsări (8): ciuf-de-pădure (Asio otus), caprimulg (Caprimulgus europaeus), presură bărboasă (Emberiza cirlus), Hippolais polyglotta, sfrâncioc roșiatic (Lanius collurio), Ptyonoprogne rupestris, silvie de câmp (Sylvia communis), silvie mediteraneană (Sylvia melanocephala)
- pești (2): Barbus plebejus, Salmo marmoratus

Pe lângă speciile protejate, pe teritoriul sitului au mai fost identificate 9 specii de plante.